# ندوکا اوگباده
ندوکا اوگباده (انگلیسی: Nduka Ugbade؛ زادهٔ ۶ سپتامبر ۱۹۶۹) بازیکن سابق و مربی فوتبال اهل نیجریه است. او سرمربی تیم ملی زیر 17 سال نیجریه است.
وی همچنین در تیم‌های ملی فوتبال زیر ۲۰ سال نیجریه و نیجریه بازی کرده‌است.